# Phorbas megasigma
Phorbas megasigma är en svampdjursart som beskrevs av Rios och Cristobo 2007. Phorbas megasigma ingår i släktet Phorbas och familjen Hymedesmiidae. Inga underarter finns listade i Catalogue of Life.